# Intriguer
Intriguer é o sexto álbum de estúdio do grupo neozelandês Crowded House, lançado em 2010. Trata-se da continuação do álbum de reunião da banda, Time on Earth, lançado em 2007 e é o primeiro trabalho a apresentar todos os quatro membros atuais da banda, incluindo o multi-instrumentista Mark Hart e o baterista Matt Sherrod. O primeiro single do álbum, Saturday Sun, foi lançado nas rádios e o videoclipe foi lançado através da internet em abril de 2010. 

## Faixas
Todas as composições de Neil Finn, exceto onde indicado.
1. "Saturday Sun" – 3:26
2. "Archer's Arrows" – 4:04
3. "Amsterdam" – 3:34
4. "Either Side of the World" – 4:35
5. "Falling Dove" – 4:35
6. "Isolation" (Finn, Nick Seymour, Mark Hart, Matt Sherrod) – 4:37
7. "Twice If You're Lucky" – 3:33
8. "Inside Out" – 3:19
9. "Even If" – 4:02
10. "Elephants" – 4:30
11. "Eyes Grow Heavy" (Getmusic Bonus Track)
12. "Turn It Around" (iTunes Bonus Track)

## Desempenho nas paradas
| Paradas (2010) | Melhor posição. |
| -------------- | --------------- |
| Austrália      | 1               |
| Nova Zelândia  | 3               |
| Reino Unido    | 12              |
| Irlanda        | 17              |
| Estados Unidos | 50              |
| Países Baixos  | 31              |
| Noruega        | 32              |
| Espanha        | 98              |
| Bélgica        | 10              |